# Baruch Jeitteles

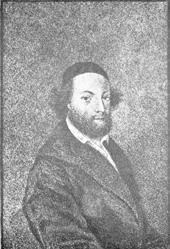
Baruch Jeitteles

Baruch (Benedikt) ben Jona Jeitteles (auch: Jeiteles; geboren 22. April 1762 in Prag; gestorben 18. Dezember 1813 in Prag) war ein aufgeklärter Rabbiner, Talmudgelehrter, Schriftsteller und Arzt aus Böhmen.

## Leben
Baruch Jeitteles war der älteste Sohn des Arztes Jonas Jeitteles (1735–1806), und Bruder des Orientalisten Juda Jeitteles (1773–1838). Er hatte noch weitere zwei Brüder, Gottlieb und Isaak Jeitteles. Baruchs Sohn Ignaz Jeitteles (1783–1845) war ein österreichischer Schriftsteller.
Entgegen der in Prag herrschenden Orthodoxie war Baruch Jeitteles Anhänger von Moses Mendelssohn und dessen Aufklärung (Haskala). Er stieß dabei auf große Widerstände innerhalb der Prager jüdischen Gemeinde. Jeitteles leitete eine Talmudschule und war Rabbiner an der Klausen-Synagoge. Als Liberaler war er Gegner des gegen jede Neuerung eintretenden Ezechiel Landau, obwohl er dessen Schüler gewesen ist. Nachdem er 1793 einen Nachruf auf Landau veröffentlicht hatte, in dem er diesen als Zaddik, als Gerechten, bezeichnete, geriet Jeitteles auch in Gegensatz zu den anderen Aufklärern. Seine Position wandelte sich im Laufe der Zeit von einem eher radikalen zum konservativen Aufklärer.
Jeitteles engagierte sich in kommunalen Angelegenheiten und trat für verschiedene Modernisierungen ein. Namentlich förderte er als Arzt nach den napoleonischen Schlachten von Kulm und Dresden, die zahlreiche Verwundete hinterließ, die Errichtung von Hospitälern in Prag. Bei seinem persönlichen sozialen Einsatz infizierte er sich an Flecktyphus und starb 1813. Sein Grab befindet sich auf dem Alten jüdischen Friedhof Žižkov in Prag.

## Werke
- Amude ha-Schaar. Prag 1785 (über talmudische Probleme)
- Dibre Yosef ha-Scheni ha-Aaronim. Prag 1790 (Übersetzung aus dem Deutschen)
- Eme ha-Baka. Prag 1793 (Trauerrede auf den Tod von Rabbi Jecheskel Landau)
- Ha-Oreb. Wien 1795 (vorgeblich von Phinehas Hananiah Argosi de Silva herausgegeben in Saloniki, in Wirklichkeit aber von Jeitteles; behandelt seine Auseinandersetzung mit Landau)
- Siah ben Shenat. Prag 1800 (anonym herausgegeben und seinem Bruder Juda zugeschrieben)
- Taam ha-Melech. Brünn 1801–03 (Kommentar zum Werk Shaar ha-Melech von Isaak Nuñez Belmonte)
- Die Kuhpockenimpfung. Prag 1804 (eine Vorlesung über die Pockenschutzimpfung)

Jeitteles verfasste auch hebräische Gedichte und Epigramme, die in seines Bruders Bene ha-Neurim erschienen. 1794 kamen in der Zeitschrift Ha-Meassef Übersetzungen von Fabeln Gotthold Ephraim Lessings und von Lichtwer aus dem Deutschen ins Hebräische heraus. Deutsche und hebräische Oden und Elegien sowie Trauer- und andere Reden erschienen in verschiedenen Zeitschriften.